# Campionatul Mondial de Handbal Feminin din 1997
Campionatul Mondial de Handbal Feminin din 1997, cea de-a 13-a ediție a Campionatul Mondial de Handbal Feminin organizat de Federația Internațională de Handbal, s-a desfășurat în Germania, între 30 noiembrie și 14 decembrie 1997. La competiție au luat parte 24 echipe din cinci confederații. Campionatul Mondial a fost câștigat de Danemarca.
Turneul a fost amintit și pentru un incident tragic în tribune în timpul unuia dintre meciurile de semifinale, dintre Danemarca și Rusia (32-22), când a izbucnit o ceartă între un spectator danez și unul german. Lupta s-a dezvoltat astfel încât germanul a scos un cuțit și l-a înjunghiat pe danez. Un alt spectator danez a încercat să intervină, dar a fost înjunghiat. Ambii danezi au murit în scurt timp, iar germanul a fost în scurt timp arestat de poliție. El a recunoscut că a înjunghiat în timpul interogatoriului poliției și a spus că a comis-o în timp ce se afla sub influența alcoolului.

## Clasament final
| 1 Danemarca         |
| 2 Norvegia          |
| 3 Germania          |
| 4 Rusia             |
| 5 Coreea de Sud     |
| 6 Croația           |
| 7 Macedonia de Nord |
| 8 Polonia           |
| 9 Ungaria           |
| 10 Franța           |
| 11 Austria          |
| 12 România          |
| 13 Cehia            |
| 14 Coasta de Fildeș |
| 15 Angola           |
| 16 Belarus          |
| 17 Japonia          |
| 18 Slovenia         |
| 19 Algeria          |
| 20 Canada           |
| 21 Uzbekistan       |
| 22 China            |
| 23 Brazilia         |
| 24 Uruguay          |

Echipa campioanei mondiale
Lene Rantala, Anne Dorthe Tanderup, Helle Simonsen, Camilla Andersen, Tina Bottzau, Anette Hoffman-Moberg, Lone Mathiesen, Janne Kolling, Merete Moller, Anja Andersen, Gitte Sunesen, Gitte Madsen, Tonje Kjaergaard, Susanne Munk Lauritsen, Maybrit Nielsen, Karina Jespersen
Antrenor: Ulrik Wilbek